# 孔特尔 (谢尔省)
孔特尔（法語：Contres，法語發音：[kɔ̃tʁ]）是法国谢尔省的一个市镇，属于圣阿芒蒙龙区。

## 地理
孔特尔（46°52'5"N, 2°29'21"E）面积16.03 平方千米，位于法国中央-卢瓦尔河谷大区谢尔省，该省份为法国中部省份，北起卢瓦雷省，西接卢瓦-谢尔省和安德尔省，南至克勒兹省，东南接阿列省，东临涅夫勒省。
与孔特尔接壤的市镇（或旧市镇、城区）包括：欧龙河畔丹、梅扬、帕尔奈、圣日耳曼代布瓦、于宰勒沃农。

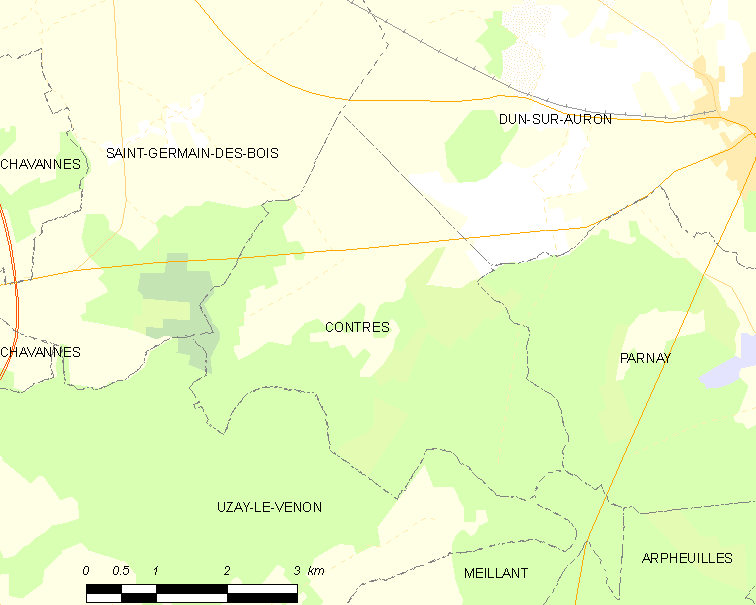
的OSM定位图

孔特尔的时区为UTC+01:00、UTC+02:00（夏令时）。

## 行政
孔特尔的邮政编码为18130，INSEE市镇编码为18071。

## 政治
孔特尔所属的省级选区为欧龙河畔丹县。

## 人口

1962-2008年间人口变化图示

孔特尔于2022年1月1日时的人口数量为34人。